# Ефект на Тиндал
Ефектът на Тиндал (на английски: Tyndall effect) или разсейване на Тиндал е процес на разсейване на светлината в суспензии и колоидни разтвори, предизвикано от наличието на материални частици по пътя на светлината, което позволява лъчът да стане видим. Наречен е в чест на Джон Тиндал. В резултат на този ефект светлинен лъч осветява частиците прах, съдържащи се във въздуха на едно помещение. Подобен е на разсейването на Релей.